# Alex Szőke
Alex Gergő Szőke (Budapest, 3 marzo 2000) è un lottatore ungherese, specializzato nella lotta greco-romana.

## Biografia
All'età di diciannove anni, ha esordito agli europei di Roma 2020, sua prima grande competizione internazionale seniores, dove si è classificato al nono posto, a seguito dell'eliminazione ai quarti per mano del russo Aleksandr Golovin; agli ottavi aveva sconfitto il serbo Mikheil Kajaia. Lo stesso anno ha vinto la medaglia d'argento alla Coppa del mondo individuale di Belgrado, competizione che ha preso il posto dei mondiali, annullati a causa dell'insorgere emergenza sanitaria, conseguenza della pandemia di COVID-19, in cui ha superato nell'ordine il greco Michail Iosifidis agli ottavi, il kirghiso Uzur Dzhuzupbekov ai quarti e il ceco Artur Omarov in semifinale ed ha perso la finale contro il russo Musa Evloev.
Ha guadagnato la qualificazione ai Giochi olimpici estivi grazie alla vittoria nel Torneo mondiale di qualificazione olimpica di Sofia 2021. Nel torneo qualificatiorio continentale di Budapest era giunto terzo.
Nell'agosto 2021 ha quindi rappresentato l'Ungheria ai Giochi olimpici di Tokyo 2020, in cui si è classificato quinto nel torneo dei 97 kg a seguito della sconfitta riportata contro il polacco Tadeusz Michalik nella finale per il gradino più basso del podio; era finito ai ripescaggi perdendo a quarti contro il russo Musa Evloev, poi campione olimpico. Ai mondiali di Oslo 2021 ha vinto la medaglia d'argento, dopo aver perso la finale contro l'iraniano Mohammad Hadi Saravi; in precedenza aveva battuto ai punti l'ucraino Yevhenii Saveta agli ottavi, il tedesco Peter Öhler ai quarti e lo statunitense G'Angelo Hancock in semifinale.

## Palmarès
| Anno | Manifestazione   | Sede       | Evento | Risultato | Note |
| ---- | ---------------- | ---------- | ------ | --------- | ---- |
| 2016 | Europei cadetti  | Stoccolma  | 85 kg  | 13º       |      |
| 2016 | Mondiali cadetti | Tbilisi    | 85 kg  | Oro       |      |
| 2017 | Europei cadetti  | Sarajevo   | 85 kg  | Oro       |      |
| 2017 | Mondiali cadetti | Atene      | 85 kg  | Bronzo    |      |
| 2018 | Europei junior   | Roma       | 87 kg  | Argento   |      |
| 2018 | Mondiali junior  | Trnava     | 87 kg  | 7º        |      |
| 2019 | Europei junior   | Pontevedra | 97 kg  | Oro       |      |
| 2019 | Mondiali junior  | Tallinn    | 97 kg  | 5º        |      |
| 2019 | Mondiali U23     | Budapest   | 97 kg  | 9º        |      |
| 2020 | Europei          | Roma       | 97 kg  | 9º        |      |
| 2021 | Giochi olimpici  | Tokyo      | 97 kg  | 5º        |      |
| 2021 | Mondiali         | Oslo       | 97 kg  | Argento   |      |

## Altre competizioni internazionali
2016
- Oro negli 85 kg nel Refik Memisevic Memorial cadetti ( Roma)

2018
- 9º negli 87 kg al RS - Grand Prix of Hungary ( Roma)

2020
- Argento nei 97 kg nella Coppa del mondo individuale ( Belgrado)

2021
- Bronzo nei 97 kg nel Torneo europeo di qualificazione olimpica ( Budapest)
- Oro nei 97 kg nel Torneo mondiale di qualificazione olimpica ( Sofia)
- Argento nei 97 kg al Vehbi Emre & Hamit Kaplan Tournament ( Istanbul)